# Chyżowice
Chyżowice (prononciation : [xɨʐɔˈvit͡sɛ]) est un village polonais de la gmina de Uchanie dans le powiat de Hrubieszów de la voïvodie de Lublin dans l'est de la Pologne.
Il se situe à environ 7 kilomètres au sud-est de Uchanie (siège de la gmina), 13 kilomètres au nord-ouest de Hrubieszów (siège du powiat) et 91 kilomètres au sud-est de Lublin (capitale de la voïvodie).

## Histoire
De 1975 à 1998, le village est attaché administrativement à la voïvodie de Zamość.

Depuis 1999, il fait partie de la voïvodie de Lublin.